# Kallstroemia standleyi
Kallstroemia standleyi är en pockenholtsväxtart som beskrevs av D. M. Porter. Kallstroemia standleyi ingår i släktet Kallstroemia och familjen pockenholtsväxter. Inga underarter finns listade i Catalogue of Life.